# Energisystem

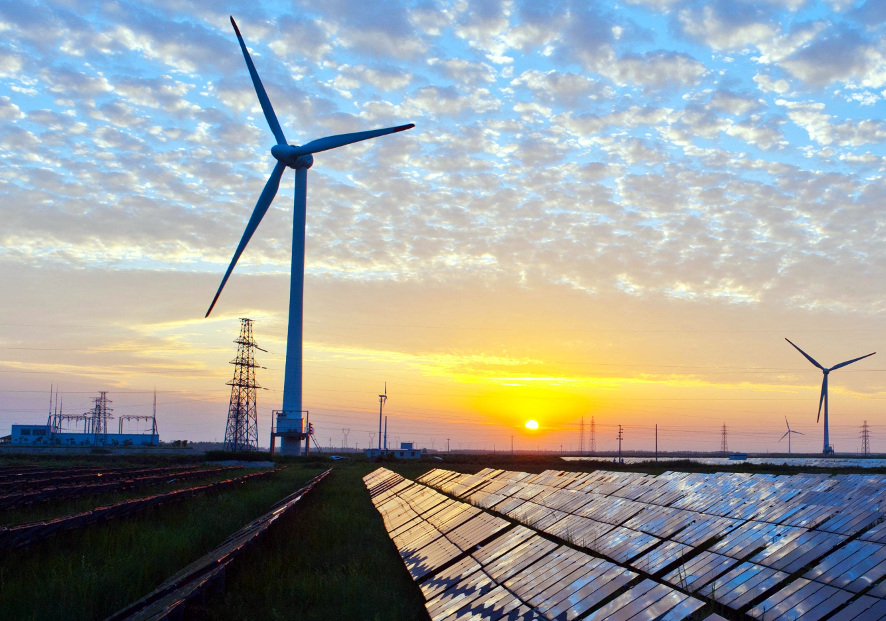
Exempel på förnybar energiproduktion.

Energisystem är ett begrepp för en energicykel som innefattar produktion, distribution och användning av energi. Begreppet energisystem beskriver alltså ett system som innefattar allting som har med energi att göra. Samarbetet mellan komponenter som tillsammans på något sätt kopplas till energi; från produktion och distribution till konsumtion och lagring. Ett energisystem kan se ut på många olika sätt. Dess karaktär avgörs av förutsättningar som den har, allt från geografiska- till ekonomiska förutsättningar.
Världens energianvändning är mer eller mindre sammanbundet och kan ses som ett stort komplext system. De olika energikällorna, kommersiella och icke kommersiella, interagerar med varandra på många sätt men styrs i grunden utifrån marknaden och politiska beslut samt de fysiska kontaktytor som finns mellan delsystemen.
Energisystemet kan i sin tur delas upp i de mer specifika delarna:
- Energiproduktionssystemet (EPS). Detta system innefattar produktionssteget för energi. Processen för produktionen av el i ett kärnkraftverk, eller värmeproduktionen vid ett kraftvärmeverk. Denna del av ett energisystem avser då enbart produktionen av energi.
- Energidistributionssystemet (EDS). Detta system innefattar distributionsprocessen för energi, alltså systemet som behandlar transporten från energiproducent till ett energikonsument.
- Energianvändningssystemet (EAS). Detta är det slutgiltiga steget för energisystem och avser processen för användning av energin.

Energisystem kan variera i både funktion och storlek vilket gör det problematiskt att ge en entydig definition. Ett energisystem kan till exempel vara ett internationellt elnät där olika länder med olika elmixar är ihopkopplade och arbetar i symbios med varandra, men det kan också vara en process som får en bil att fungera som den gör.

## Systeminteraktion
Ett energisystem fyller, beroende på storlek och användningsområde, många samhällsbärande funktioner. Olika energisystem försörjer industrier, transporter, hushåll, offentlig och kommersiell verksamhet med energi av olika former, och får på så sätt samhället att fungera.
Hur ett energisystem ser ut i verkligheten varierar i komplexitet och storlek beroende på vilket specifikt energisystem som studeras. För att exemplifiera detta kan ett större svenskt energisystem, fjärrvärme från ett kraftvärmeverk, studeras. I kraftvärmeverket är det energin till fjärrvärme som är huvudprodukt, och behovet av denna är det som styr hur stor mängd energi som produceras i verket. Biprodukten vid produktionen av fjärrvärme är elektricitet. Typiskt för svenska kraftvärmeverk är att biobränsle förbränns för utvinning av energi. När energin i biobränslet har omvandlats till de två olika typerna av energibärare distribueras energin ut till slutanvändaren via olika distributionssystem. Fjärrvärmen leds ut på fjärrvärmenätet som transporterar ut energin till slutanvändaren. Energin i form av elektricitet når slutanvändaren via elnätet. Slutanvändaren använder till sist energin i de två olika formerna till olika ändamål. Energin från fjärrvärmen används till att värma upp vatten för, i regel, två ändamål: varmvatten för dusch, tvätt och liknande, samt för värme som värmer upp hushållet. Energin i elektriciteten har en mängd olika ändamål hos slutanvändaren, såsom ljus, matlagning, kylning osv.
Det är inte helt ovanligt att ett energisystem kompletteras av andra energisystem, som tillsammans bildar kedja där den senare är beroende av den föregående. Som i det tidigare presenterade exemplet är kraftvärmeproduktionen beroende av transporter av biobränslen, där transporterna i sig bygger upp ett eget energisystem. När energin i fjärrvärmen har nått slutanvändaren finns också där ett kompletterande energisystem som producerar, distribuerar och förbrukas som värme eller varmvatten.

## Energisystemets miljöpåverkan
Energisystemens miljöpåverkan påverkas till största delen av det första steget i energisystemet, produktionen. Energi kan produceras på många olika sätt där varje metod medför olika problem för miljön. Förbränning av fossila bränslen så som kol, olja och gas leder till utsläpp i form av koldioxid, svaveloxider och kväveoxider. Detta medför miljöproblem som försurning, global uppvärmning samt hälsoproblem.
Även energiproducenter som anses miljövänliga påverkar miljön. Vattenkraft är ett exempel på energiutvinning som anses vara just detta. Vattenkraft har näst intill nollvärden när det gäller utsläpp av växthusgaser men påverkar sin närmiljö på andra sätt. När vattenkraften byggs däms det strömmande vattnet upp vilket leder till att stora delar av de närliggande områdena blötläggs. Även vandrande fiskar påverkas då de inte kan ta sig förbi verket vidare upp i ån.
Kärnkraft som är en omdiskuterad energiproducent har även det utsläpp men i en annan form än tidigare nämnda. Kärnkraft har strålningsrisker vid utvinning samt förvar av kärnbränsle. Utsläpp sker även vid brytning av uran som är grundämnet som används i reaktorerna.
Ett energisystems miljöpåverkan baseras alltså väldigt mycket på vilket produktionssätt som används. Dock sker miljöpåverkan i olika form från alla producenter. För att vara säker på att man minskar miljöpåverkan är det alltså viktigt att minska användningen av energi, alltså dra ner på sista steget i energisystemet, energianvändningssystemet.

## Globala överenskommelser
Energisystemens utformning och utveckling på detaljnivå bestäms till störst del av politik på nationell nivå. De övergripande framtidsmålen förhandlas årligen på möten med parterna i Förenta nationernas ramkonvention om klimatförändringar. Det nu gällande protokollet, Kyotoavtalet, gäller fram till 2020 och innebär bland annat att EU-länder ska minska sina koldioxidutsläpp med 8%.
2015 träffades världens ledare i Paris för att delta i Förenta nationernas klimatkonferens i Paris 2015 och förhandla fram ett nytt avtal. Man lyckades förhandla fram ett avtal med målet att det skulle bli juridiskt bindande när 55 länder undertecknade det. Den 5 oktober 2016 var avtalet undertecknat av 55 länder, och trädde i kraft den 4 november 2016.
Några av dess viktigaste punkter är:
- Begränsa den globala uppvärmningen till 2100 med 2 °C, med intentionen att begränsa den med 1,5 °C.
- Alla medverkande länder måste vart 5:e år se över sina löften om utsläpp, och helst ge nya löften om vidare minskning av växthusgasutsläpp.
- Världens rikaste länder skall från 2020 bidra årligen med 100 miljarder dollar för att minska skador orsakade av den globala uppvärmningen i fattigare länder.

Sveriges nationella mål är att 2040 ha en 100% förnybar elproduktion, och 2045 inte ha några nettoutsläpp av växthusgaser till atmosfären.

## Typer av energisystem
- Elektricitet
- Fusionsenergi
- Petroleumförsörjning
- Lysgas
- Fjärrkyla
- Fjärrvärme
- Metanolekonomi